# Thomas Madden
Thomas F. Madden (n. 10 iunie 1960, Phoenix, Arizona, SUA) este un istoric american, fost decan al Facultății de Istorie a Universității din Saint Louis, Missouri și director al Centrului de studii medievale și renascentiste de pe lângă aceeași universitate. Este considerat ca unul dintre cei mai proeminenți istorici ai cruciadelor din Statele Unite, iar după atentatele din 11 septembrie 2001 a fost adeseori solicitat ca istoric consultant pentru a discuta despre conexiunile dintre djihad, cruciadele medievale și terorismul islamic modern.
Este frecvent consultat în media americană, în cadrul a diferite programe ale History Channel. În 2007, a fost premiat cu medalia "Haskins" de către Medieval Academy of America, pentru cartea sa Enrico Dandolo and the Rise of Venice.

## Cărți
- Empires of Trust: How Rome Built -- And America Is Building -- A New World, 2008, Dutton/Penguin
- The Fourth Crusade: Event, Aftermath and Perceptions, 2008, Ashgate.
- The New Concise History of the Crusades, 2005, Rowman & Littlefield
- Crusades: The Illustrated History, 2005, University of Michigan Press
- Enrico Dandolo and the Rise of Venice, 2003, "Johns Hopkins" University Press
- The Crusades: The Essential Readings, 2002, Blackwell
- Medieval and Renaissance Venice, 1999, University of Illinois Press
- The Fourth Crusade: The Conquest of Constantinople, 1997, University of Pennsylvania Press

### Selecție de articole științifice
- "The Latin Empire of Constantinople’s Fractured Foundation: The Rift Between Boniface of Montferrat and Baldwin of Flanders", in The Fourth Crusade: Event, Aftermath and Perceptions (Brookfield: Ashgate Publishing, 2008): 45-52.
- "Food and the Fourth Crusade: A New Approach to the Diversion Question", in Logistics of Warfare in the Age of the Crusades, John H. Pryor, ed. (Brookfield: Ashgate Publishing, 2006): 209-28.
- "Venice, the Papacy and the Crusades before 1204", in The Medieval Crusade, Susan J. Ridyard, ed. (Woodbridge: Boydell and Brewer, 2004): 85-95.
- "The Enduring Myths of the Fourth Crusade", World History Bulletin 20 (2004): 11-14.
- "The Chrysobull of Alexius I Comnenus to the Venetians: The Date and the Debate", Journal of Medieval History 28 (2002): 23-41.
- "Venice's Hostage Crisis: Diplomatic Efforts to Secure Peace with Byzantium between 1171 and 1184", in Ellen E. Kittell and Thomas F. Madden, eds., Medieval and Renaissance Venice (Urbana: University of Illinois Press, 1999): 96-108.
- "Outside and Inside the Fourth Crusade", The International History Review 17 (1995): 726-43.
- "Venice and Constantinople in 1171 and 1172: Enrico Dandolo’s Attitude towards Byzantium", Mediterranean Historical Review 8 (1993): 166-85.
- "Vows and Contracts in the Fourth Crusade: The Treaty of Zara and the Attack on Constantinople in 1204", The International History Review 15 (1993): 441-68.
- "Father of the Bride: Fathers, Daughters and Dowries in Late Medieval and Early Renaissance Venice", Renaissance Quarterly 46 (1993): 685-711. (with Donald E. Queller)
- "The Fires of the Fourth Crusade in Constantinople, 1203-1204: A Damage Assessment", Byzantinische Zeitschrift 84/85 (1992): 72-93.
- "The Serpent Column of Delphi in Constantinople: Placement, Purposes and Mutilations", Byzantine and Modern Greek Studies 16 (1992): 111-45.